# Hell Hell
Pour les articles homonymes, voir Hell.
Hell Hell (ヘルヘル, Heruheru) est un shōnen manga de Jun Azuma, prépublié dans le magazine Monthly Shōnen Gangan entre septembre 2010 et avril 2012, et publié par l'éditeur Square Enix en cinq volumes reliés sortis entre janvier 2011 et avril 2012. La version française est éditée par Ki-oon en cinq tomes sortis entre novembre 2013 et juillet 2014.

## Synopsis
Ils sont 72 fils et filles de Satan nommés Undead. Ce dernier leur ordonnera de se tuer les uns les autres afin de décider qui montera sur le trône des Enfers. Shin est le Undead 68 et a osé s'opposer à Salomon. La plupart des autres Undead le considèrent comme un traître. Mais d'autres chercheront à l'aider. À partir de là plusieurs combats à mort s'enchaîneront jusqu'à la victoire de Shin sur le Undead 1 qui cherchait à anéantir le monde.

## Personnages
Shin, personnage principal du manga, est le no 68 et le Undead que tous pensent détesté de Salomon. Son arme infernale est le Eater, une fourchette lui permettant de « dévorer » les autres armes infernales. Il deviendra mortel à la suite de la mort de Yomigae.
Nagomi, ami de Shin, est le no 28. Son arme infernale était un couteau qui a évolué en katana à la suite de son combat contre Moto, un autre Undead. Il est contre le fait de s'entre tuer. Il deviendra mortel à la suite de la mort de Yomigae.
Todoro, un ami de Shin, est le no 44. Son arme infernale est une arbalète dont les flèches sortent de ses mains. Il admire Shin pour son courage de s'être opposé à Salomon. Il deviendra mortel à la suite de la mort de Yomigae.
Minagi, ennemi puis allié de Shin, c'est le no 2. Son arme infernale est une épée et avait aussi l'œil gauche de Salomon qu'il perdra après la défaite de Yomigae.  Il vit dans la peur d'être oublié et remplacé par le no 1. Il deviendra mortel à la suite de la mort de Yomigae.
Yomigae, le no 1 des Undead. Son arme infernale est un lustre terminé de plusieurs piques. Il possède aussi les hell part: l'œil droit, les jambes, les bras et les oreilles de Salomon. Il veut créer un monde infini où la mort n'existera pas et dont il sera le maître. Il sera tué par Shin.
Holo, la no 17. Son arme infernale est une longue chaîne terminée par une pointe. Shin la vaincra en "mangeant" son arme pour sauver Nagomi. Elle voue un culte à "l'Araignée" qui n'est autre que Yomigae. Elle deviendra mortelle à la suite de la mort de Yomigae.
Shiva, le no 5. Son arme infernale est une hache. Il possédait les jambes et le bras de Salomon avant d'être tué par Yomigae.
Noro était le numéro 70 et avait pour arme une chaîne mais a été vaincue puis tuée par Shin.
Moto est le numéro 26 et avait pour arme un arc mais a été tué par Shin et Nagomi.
Thot est le numéro 39 et avait pour  arme une lance. C'est le 1er à avoir été tué par Shin.
Hirugae est le 43. Son arme infernale est une faux et il possédait les jambes de Salomon avant d'être tué par Shiva.
Shino est la 53. Son arme infernale est un fusil. Elle deviendra mortelle et ira vivre avec Shin après la mort de Yomigae.
Ai est la 50. Elle possédait les oreilles de Salomon mais sera tuée par Yomigae.
Tadaharu Hagino est un savant qui s'intéresse aux Undead qui ont vraisemblablement tué sa sœur. Il faisait des expériences sur Shino avant d'organiser un rendez vous aux Undead pour tous les tuer d'un coup.
Chiharu est la petite sœur de Tadaharu et la femme de Keigo Nakajima. Elle a été retenue prisonnière dans la secte « la Résurrection de Dieu » servant Yomigae. Ils ont fait croire qu'elle était morte dans un incendie.
Keigo Nakajima est le père adoptif de Shin.
Ikoi est la meilleure amie de Shin. C'est en fait sa seule amie humaine.

## Liste des volumes
| no | Japonais        | Japonais          | Français         | Français          |
| no | Date de sortie  | ISBN              | Date de sortie   | ISBN              |
| -- | --------------- | ----------------- | ---------------- | ----------------- |
| 1  | 22 janvier 2011 | 978-4-7575-3120-8 | 14 novembre 2013 | 978-2-35592-594-8 |
| 2  | 21 mai 2011     | 978-4-7575-3226-7 | 9 janvier 2014   | 978-2-35592-615-0 |
| 3  | 22 octobre 2011 | 978-4-7575-3389-9 | 13 mars 2014     | 978-2-35592-648-8 |
| 4  | 22 février 2012 | 978-4-7575-3503-9 | 28 mai 2014      | 978-2-35592-677-8 |
| 5  | 21 avril 2012   | 978-4-7575-3552-7 | 3 juillet 2014   | 978-2-35592-696-9 |

## Réception critique
En France, pour Coyote magazine, « d'abord intrigant visuellement malgré l'absence de décors, HELL HELL se distingue également du shōnen de base par une justesse des tons. Psychologies pas si niaises, tramage clair et combats hétéroclites : la narration se veut mesurée pour ces bastons à fleur de peau ». Pour 9emeart.fr, le premier tome de « Hell Hell est une vraie bouffée d'air rafraîchissante dans un genre qui est parfois sclérosé par sa grille de codes incontournables, malgré quelques erreurs de jeunesse. Jun Azuma nous délivre un récit plus profond qu'il n'y parait, touchant, tout en étant vraiment jouissif dans sa partie immanquable des combats ».

### Édition japonaise
Square Enix
1. 1 2  (ja) « Tome 1 »
2. 1 2  (ja) « Tome 2 »
3. 1 2  (ja) « Tome 3 »
4. 1 2  (ja) « Tome 4 »
5. 1 2  (ja) « Tome 5 »

### Édition française
Ki-oon
1. 1 2  « Tome 1 »
2. 1 2  « Tome 2 »
3. 1 2  « Tome 3 »
4. 1 2  « Tome 4 »
5. 1 2  « Tome 5 »